# Friedrich Prinz
Friedrich Egon Prinz (* 17. November 1928 in Tetschen, Tschechoslowakei; † 27. September 2003 in Deisenhofen bei München) war ein deutscher Historiker. Er lehrte von 1965 bis 1976 als Professor für Landesgeschichte an der Universität des Saarlandes und von 1976 bis 1995 als Professor für Vergleichende Landesgeschichte an der Universität München. Seine Forschungstätigkeit machte ihn zu einem der bedeutendsten Frühmittelalterforscher seiner Zeit.

## Leben und Wirken
Friedrich Prinz war der jüngste Sohn eines Hauptschulrektors. In Tetschen besuchte er die Volksschule, danach die Oberschule bis zur sechsten Klasse. Er wurde im Winter 1943/44 noch zum Wehrdienst eingezogen. Im März 1945 geriet er in amerikanische Gefangenschaft, aus der er wegen einer Ruhr-Erkrankung schon nach kurzer Zeit entlassen wurde. Er wurde 1946 mit seiner Familie aus seiner Heimat nach Bayern vertrieben. In Passau setzte er an der Oberrealschule seine Schulausbildung fort und legte im Sommer 1949 das Abitur ab. Anschließend studierte er an der Universität Bonn Geschichte, Germanistik und Philosophie und wurde 1955 promoviert. Seine akademischen Lehrer in Bonn waren Günther Müller und Franz Steinbach. An der Universität München erfolgte 1964 seine Habilitation mit einer Arbeit über das frühe Mönchtum im Frankenreich. Sein Lehrer und Gutachter in München war Karl Bosl. Von 1965 bis 1976 lehrte er allgemeine und Vergleichende Landesgeschichte an der Universität des Saarlandes in Saarbrücken. Von 1976 bis 1995 wirkte er als Professor für Mittelalterliche Geschichte und Vergleichende Landesgeschichte am Institut für Bayerische Geschichte der Universität München.
Prinz war seit 1979 ordentliches Mitglied der Geisteswissenschaftlichen Klasse bei der Sudetendeutschen Akademie der Wissenschaften und Künste. Von 1976 bis 1994 war Mitherausgeber der Zeitschrift für Ostmitteleuropa-Forschung. Er erhielt 1995 den Großen Sudetendeutschen Kulturpreis und 2001 die Bayerische Verfassungsmedaille.
Seine Hauptarbeitsgebiete waren die Geschichte der böhmischen Länder, die Geschichte Bayerns und das Frühmittelalter, wobei er sich intensiv mit dem Übergang von der Spätantike zum Mittelalter auseinandersetzte. Zu diesen Forschungsgebieten publizierte Prinz neben zahlreichen Aufsätzen viele, zum Teil umfangreiche Gesamtdarstellungen und Monographien, von denen etliche als Standardwerke gelten. Bis zu seinem Tod arbeitete er am ersten Band der zehnten Auflage des Gebhardt (Handbuch der deutschen Geschichte), der schließlich von Alfred Haverkamp vollendet wurde.

## Schriften (Auswahl)
Monographien
- Hans Kudlich. (1823–1917). Versuch einer historisch-politischen Biographie (= Veröffentlichungen des Collegium Carolinum. Band 21, ISSN 0530-9794). Lerche, München 1962.
- Frühes Mönchtum im Frankenreich. Kultur und Gesellschaft in Gallien, den Rheinlanden und Bayern am Beispiel der monastischen Entwicklung (4. bis 8. Jahrhundert). Oldenbourg, München u. a. 1965 (zugleich: München, Universität, Habilitations-Schrift, 1963/1964).
- Prag und Wien 1848. Probleme der nationalen und sozialen Revolution im Spiegel der Wiener Ministerratsprotokolle (= Veröffentlichungen des Collegium Carolinum. Band 21). Lerche, München 1968.
- Klerus und Krieg im früheren Mittelalter. Untersuchungen zur Rolle der Kirche beim Aufbau der Königsherrschaft (= Monographien zur Geschichte des Mittelalters. Band 2). Hiersemann, Stuttgart 1971, ISBN 3-7772-7116-0.
- Askese und Kultur. Vor- und frühbenediktinisches Mönchtum an der Wiege Europas. Beck, München 1980, ISBN 3-406-07879-6.
- Gestalten und Wege bayerischer Geschichte. Süddeutscher Verlag, München 1982, ISBN 3-7991-6138-4.
- Böhmen im mittelalterlichen Europa. Frühzeit, Hochmittelalter, Kolonisationsepoche. Beck, München 1984, ISBN 3-406-30228-9.
- Grundlagen und Anfänge. Deutschland bis 1056 (= Neue deutsche Geschichte. Band 1). Beck, München 1985, ISBN 3-406-30358-7.
- Bayerische Miniaturen. Ludwig der Bayer, Max III. Joseph, Ludwig II., Franz von Lenbach und andere. Piper, München u. a. 1988. ISBN 3-492-03189-7.
- Geschichte Böhmens. 1848–1948. Langen Müller, München 1988, ISBN 3-7844-2190-3.
- Ludwig II. Ein königliches Doppelleben (= Corso bei Siedler). Siedler, Berlin 1993, ISBN 3-88680-437-2.
- Die Geschichte Bayerns. Piper, München u a. 1997, ISBN 3-492-03190-0.
- Die Integration der Flüchtlinge und Vertriebenen in Bayern. Versuch einer Bilanz nach 55 Jahren (= Hefte zur bayerischen Geschichte und Kultur. Band 24). Haus der Bayerischen Geschichte, Augsburg 2000, ISBN 3-927233-73-0.
- Von Konstantin zu Karl dem Großen. Entfaltung und Wandel Europas. Artemis & Winkler, Düsseldorf u. a. 2000, ISBN 3-538-07112-8.
- Das wahre Leben der Heiligen. Zwölf historische Porträts von Kaiserin Helena bis Franz von Assisi. Beck, München 2003, ISBN 3-406-50223-7.
- Deutschlands Frühgeschichte. Kelten, Römer und Germanen. Klett-Cotta, Stuttgart 2003, ISBN 3-608-94368-4.
- Nation und Heimat. Beiträge zur böhmischen und sudetendeutschen Geschichte (= Quellen und Studien zur Geschichte und Kultur der Sudetendeutschen. Band 1). Sudetendeutsches Archiv, München 2003, ISBN 3-933161-04-5.
- Europäische Grundlagen deutscher Geschichte (4.–8. Jahrhundert). In: Gebhardt. Handbuch der deutschen Geschichte. Band 1: Spätantike bis zum Ende des Mittelalters. 10., völlig neu bearbeitete Auflage. Klett-Cotta, Stuttgart 2004, ISBN 3-608-60001-9, S. 147–616.

Herausgeberschaften
- Böhmen und Mähren (= Deutsche Geschichte im Osten Europas.). Siedler, Berlin 1993, ISBN 3-88680-202-7.
- Mönchtum und Gesellschaft im Frühmittelalter (= Wege der Forschung. Band 312). Wissenschaftliche Buchgesellschaft, Darmstadt 1976, ISBN 3-534-05349-4.

Aufsatzsammlung
- Alfred Haverkamp, Alfred Heit (Hrsg.): Mönchtum, Kultur und Gesellschaft. Beiträge zum Mittelalter. Zum 60. Geburtstag des Autors. Beck, München 1989, ISBN 3-406-33650-7.